# Antonis Mor

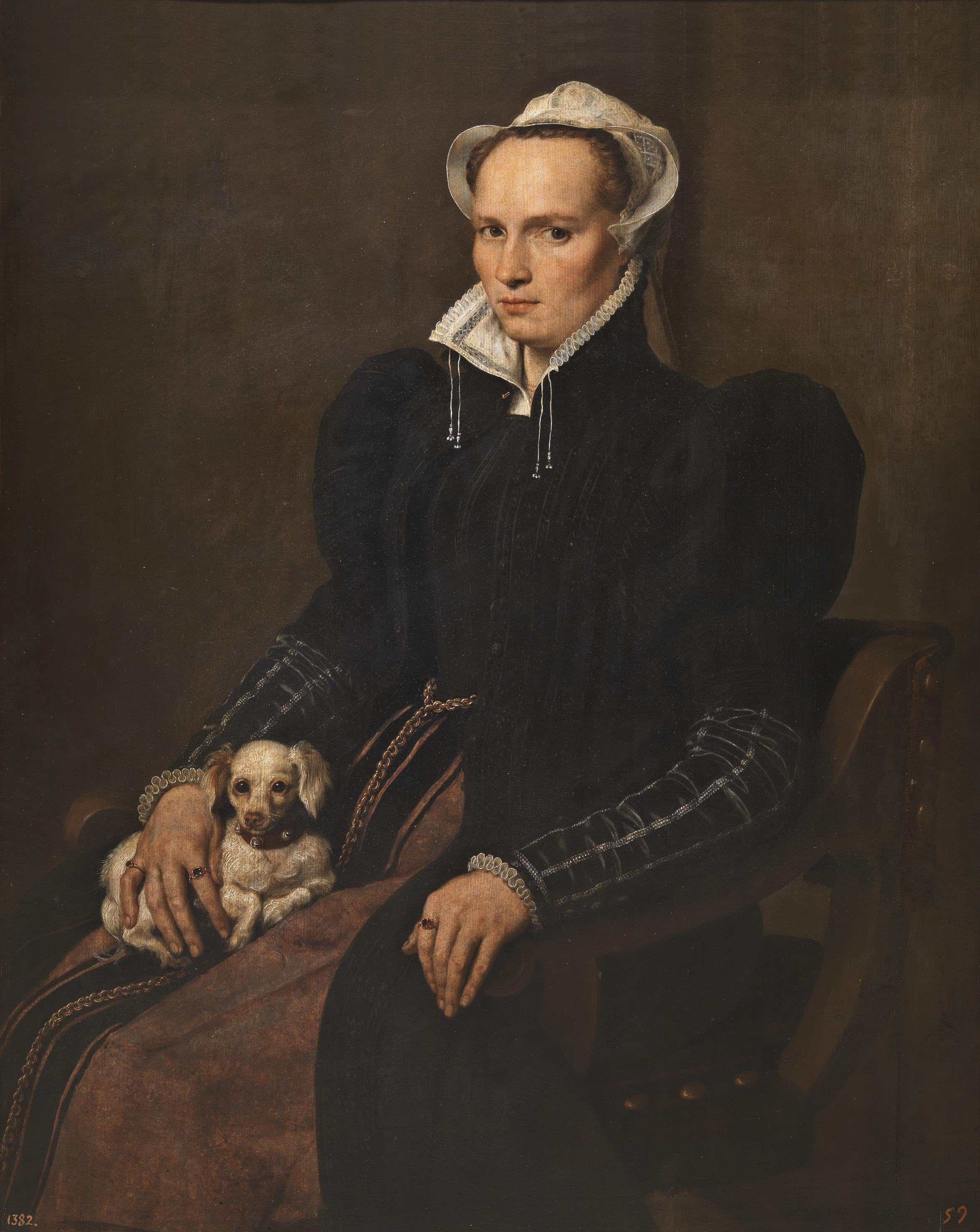
A művész felesége (1554; Prado, Madrid)

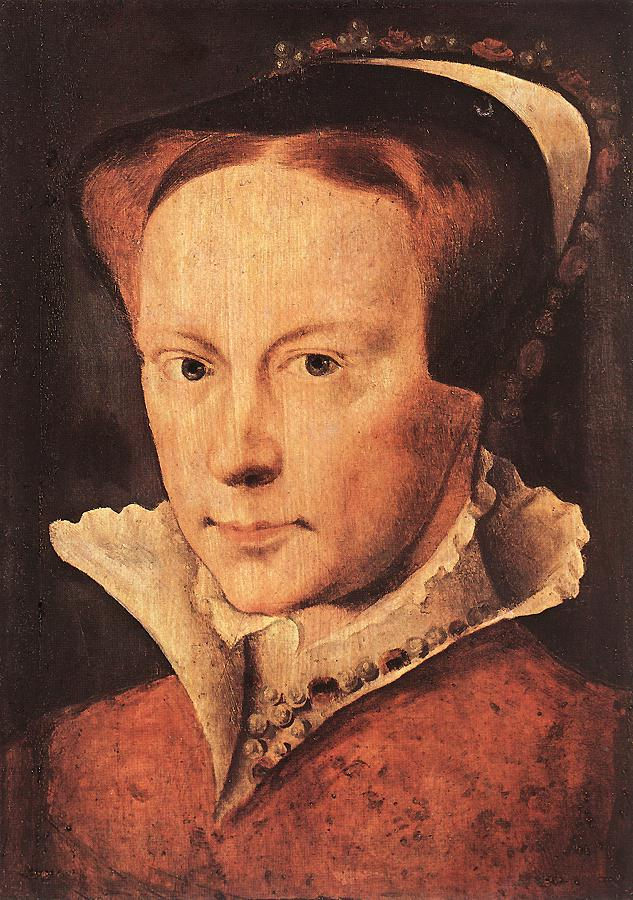
Tudor Mária (1554; olaj fán, Szépművészeti Múzeum, Budapest)

Antonis Mor (névváltozatok: Sir Anthony More; Antoon Van Dashort Mor; Antonis Moro; Antonio Moro, Utrecht, 1512–1520 közt — Antwerpen, 1576–1577 közt) flamand portréfestő. Látványos karriert futott be a Habsburgok szolgálatában.
Ismert önarcképét 1558-ban festette, s az Uffizi őrzi Firenzében.

## Életpályája
A mesterséget Jan van Scorel festőtől tanulta, 1547-ben nyert felvételt az antwerpeni Szent Lukács céhbe, s Itáliában is tett tanulmányutat, Rómában Tiziano képeit tanulmányozta. Az 1550-es években a spanyol udvarban megfestette II. Fülöp spanyol király arcképét több változatban, Portugáliában megfestette a portugál király leányát, Mária Manuéla portugál infánsnőt, Fülöp menyasszonyát és János portugál királyt. Később Angliában Tudor Máriát is megfestette. Erről a portréfestményről sok változat és másolat készült, egy másolatot őriz a budapesti Szépművészeti Múzeum is.
Az 1550-es években szabadon tartózkodhatott a spanyol udvarban, számos nemes úr és családja képét megfestette. II. Fülöp igen kedvelte munkásságát, de mégis 1560-ban Utrechtbe ment haza, mert a spanyol udvarban az eretnekség vádja lengte körül, az ok csak annyi volt, hogy vidám társasági beszélgetés közepette megérintette ecsetjével a királyt, ami miatt az uralkodó egyáltalán nem neheztelt meg, de irigyei kihasználták e momentumot, s ellene fordították. 1567-ben Antwerpenben telepedett meg. Közben Alba herceg megfestette vele Brüsszelben a saját portréját és ágyasainak portréit, ez utóbbi hölgyek portréi nem maradtak fenn.
Holbein és Tiziano emlékét idéző arcképei Velázquez fellépéséig erősen hatottak a spanyol festészetre. A portrék mellett vallási képeket is festett, emlegeti Karel van Mander, megfestette Krisztus Urunk feltámadását két angyallal, s két apostollal, Péterrel és Pállal, ezen képeknek is a színezését dicséri Van Mander, sajnos e képek nem maradtak fenn. Halála festés közben érte Antwerpenben, éppen Krisztus Urunk körülmetélését festette, e munkáját már nem tudta befejezni.
„... a Habsburg-dinasztia egyes tagjairól készült képzőművészeti ábrázolások korántsem csupán esztétikai vagy kultúrtörténeti jelentőségük miatt tarthatnak számot az érdeklődésünkre. Ezek a portrék legalább annyira érdekesek és tanulságosak lehetnek számunkra, ha genetikai szempontból vizsgáljuk meg őket, hiszen segítségükkel remekül nyomon követhetjük bizonyos jellegzetes családi vonások generációról generációra történő átöröklődését.”

## Fő műveiből
- Tudor Mária (Prado, Madrid; másolatok, részletek több múzeumban)
- Alessandro Farnese bíboros, pápai legátus (Parma, Olaszország)
- Thomas Gresham (Rijksmuseum, Amsterdam; Ermitázs, Szentpétervár)
- Hubert Goltzius (Brüsszel)
- Johannes Gallus és felesége (Kassel)
- Önarcképe (Uffizi, Firenze)
- Jan van Scorel arcképe (1560)

## Galéria

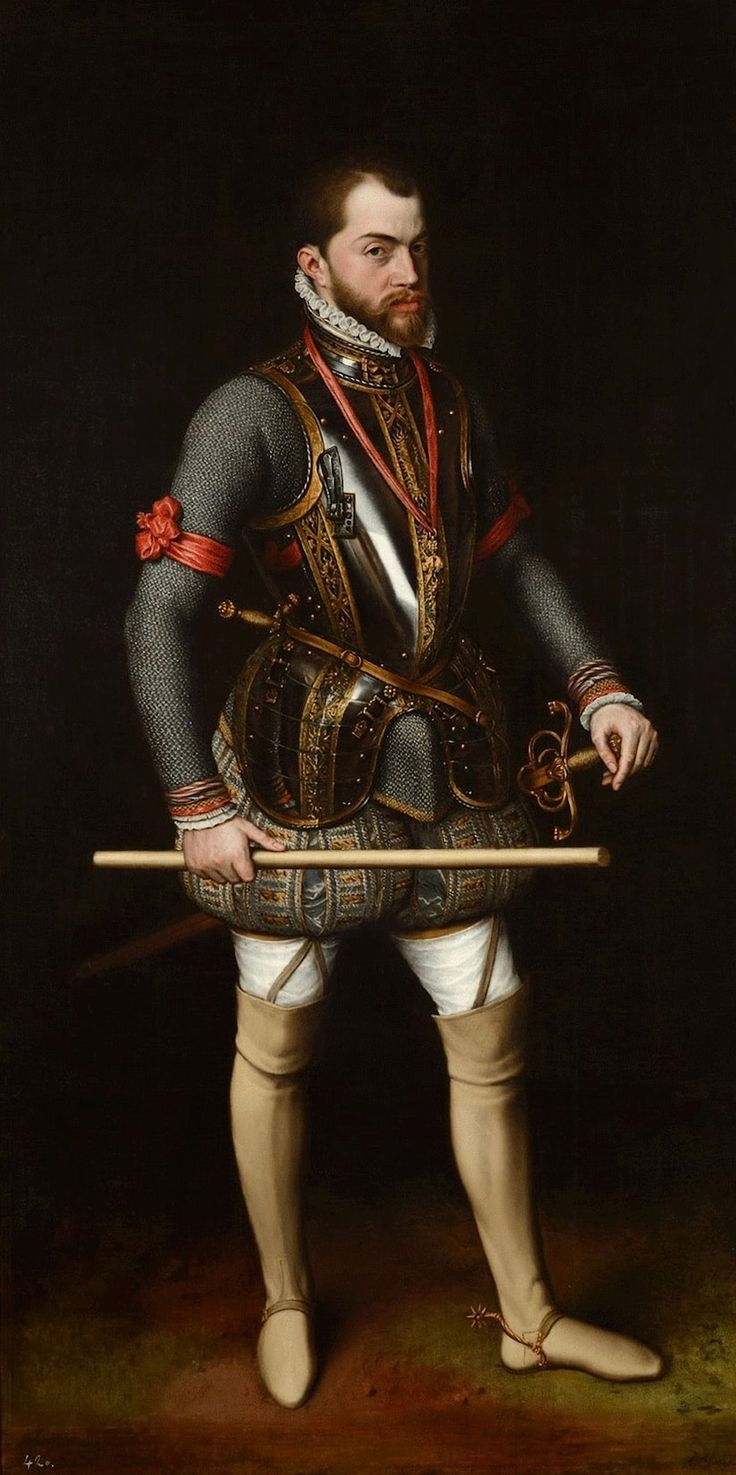
II. Fülöp spanyol király egész alakos portréja (1557; Monasterio de San Lorenzo, El Escorial)
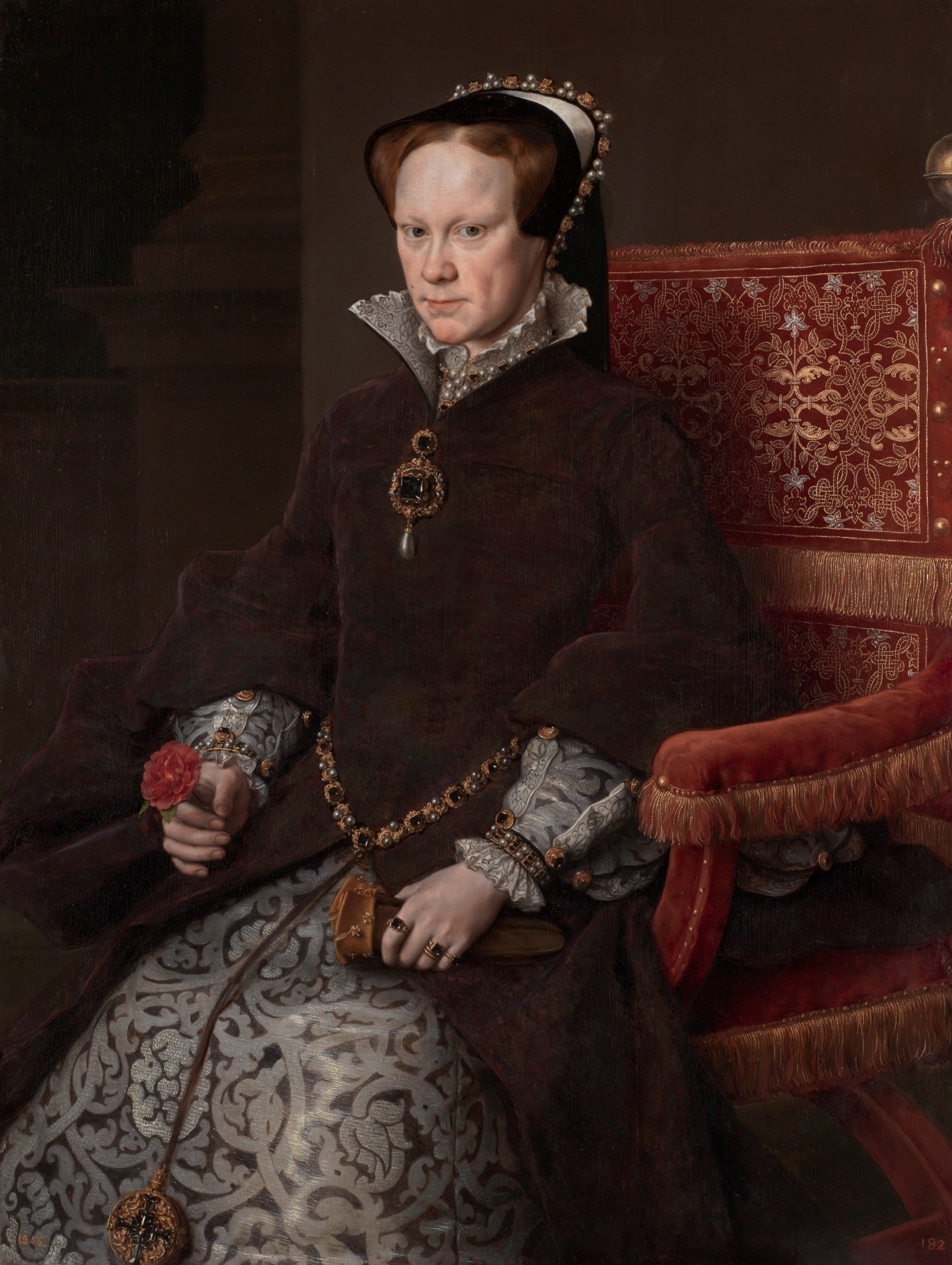
Tudor Mária (1554; Prado, Madrid)
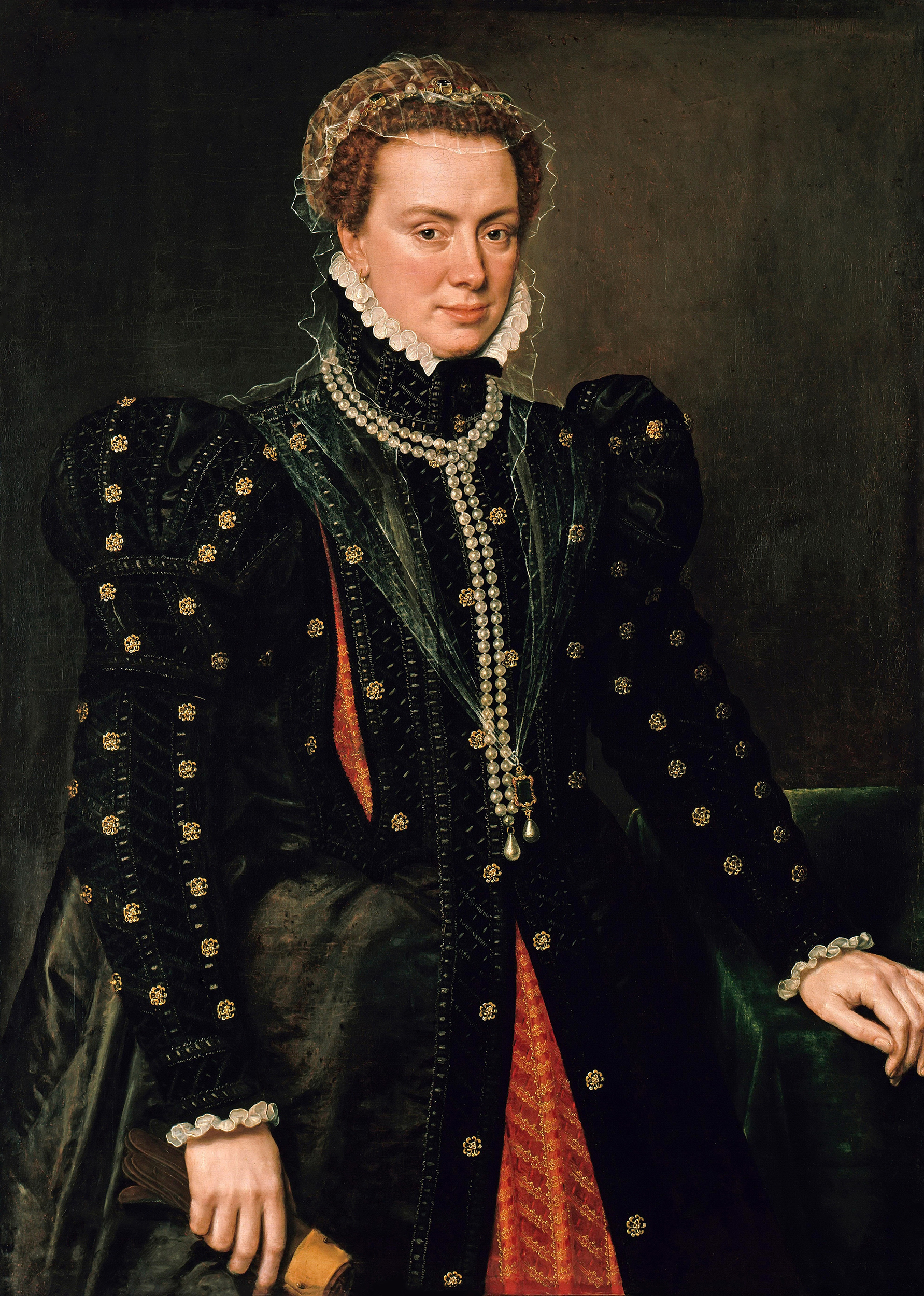
Margit pármai hercegnő, Németalföld kormányzója 1559-1567 közt (Gemäldegalerie (Berlin))
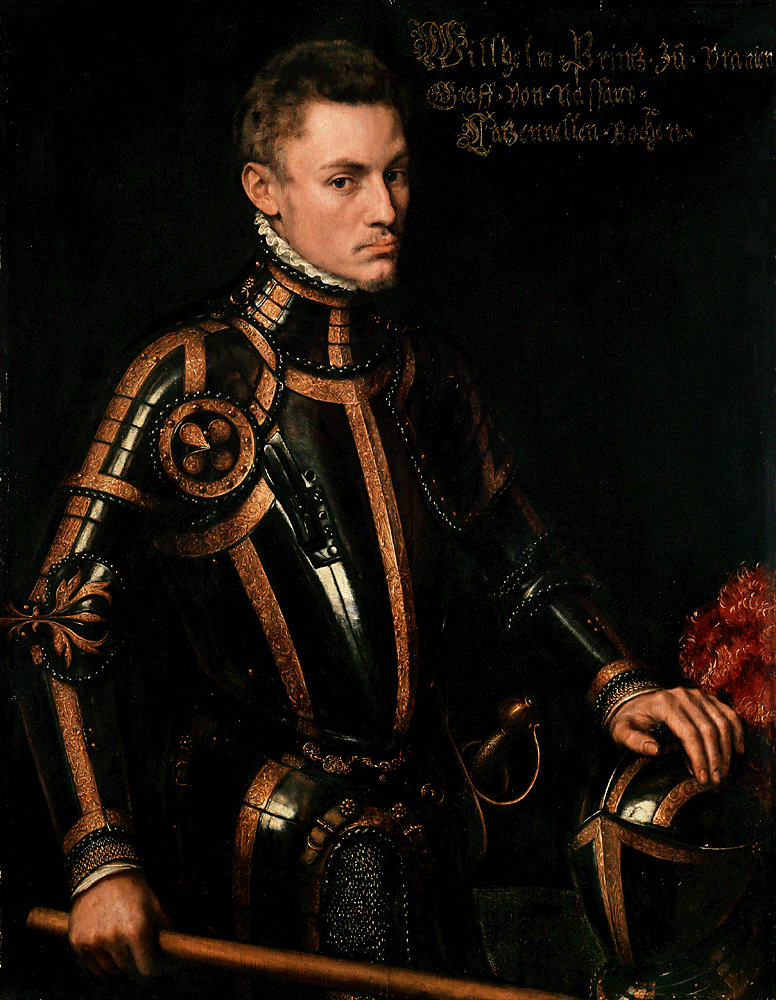
Orániai Vilmos (1555; Gemäldegalerie Alte Meister, Kassel)
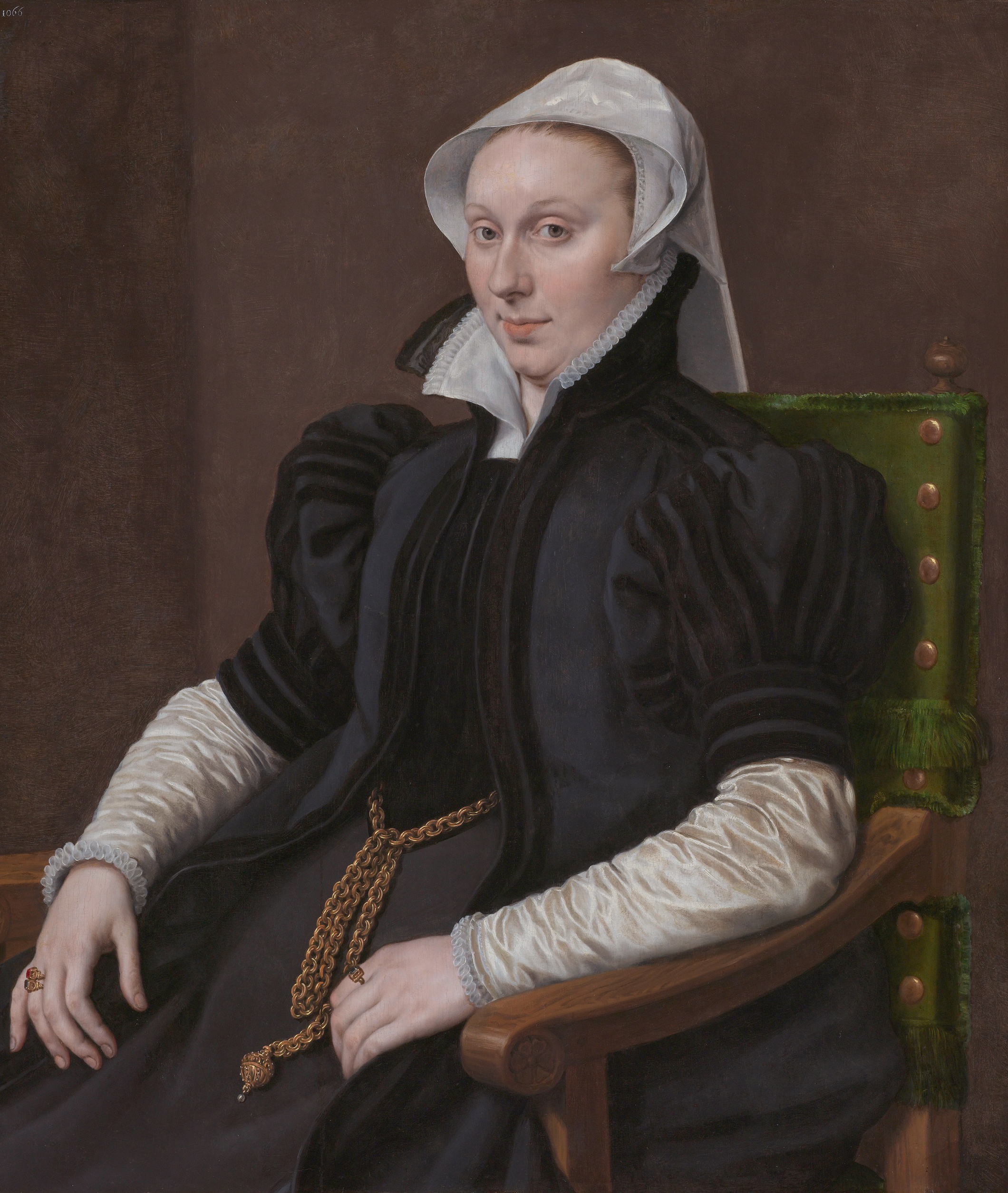
Anne Fernely, Sir Thomas Gresham felesége portréja (1560-65 közt; Rijksmuseum; Amszterdam)